# Gaius Caesar
Gaius Julius Caesar, född 20 f.Kr. i Rom, död 21 februari 4 e.Kr. i Limyra i Lykien, mest känd som Gaius Caesar eller Caius Caesar, var äldste son till Marcus Vipsanius Agrippa och Julia den äldre. 
Hans ursprungliga namn var Gaius Vipsanius Agrippa, men han adopterades av sin morfar Augustus och hans namn blev därför ändrat till Gaius Julius Caesar. Även om romersk adoptionspraxis borde ha medfört att han kallades Vipsanianus, liksom morfadern hade kallats Octavianus, finns det inga textliga eller materiella belägg för att detta namn någonsin användes av Agrippas söner som adopterades av Augustus.

## Översättning
Den här artikeln är helt eller delvis baserad på material från norska Wikipedia (bokmål/riksmål), tidigare version.